# Marc François (producteur)
Pour les articles homonymes, voir François et Marc François.
Marc François, né le 15 novembre 1969 à Paris, est le producteur français de 24 C Prod Ed. Il est le fils cadet du chanteur Claude François et d'Isabelle Forêt, et le jeune frère de Claude François junior.

## Biographie
Marc François voit le jour du 15 novembre 1969 à la clinique de la Muette dans le 16e arrondissement de Paris[réf. nécessaire]. 
Se naissance est gardée secrète jusqu'en 1974 en raison de la ferme volonté de son père, Claude François, de ne pas souffrir d’une image de patriarche auprès de son public féminin. L'enfant est escamoté lors des réceptions au moulin de Dannemois et véhiculé sous une couverture. 
Après sa séparation avec leur père, leur mère Isabelle Forêt s'installe à Théoule-sur-Mer. Les enfants sont scolarisés à l'Institut Stanislas de Cannes,.
Marc a une demi-sœur, Julie Bocquet, née en 1977, enfant abandonnée, découverte grâce à l'A.D.N..